# Sic semper tyrannis
是一个拉丁语短语，意为“这就是暴君的下场”（thus always to tyrants）。完整的表达可以是（意为“我就要这样消灭暴君。”）。
这句话被欧洲以及世界上其他国家引用，视其为对滥用权力的控诉。它是弗吉尼亚州和阿伦敦市官方格言。约翰·威尔克斯·布斯在刺杀林肯时就高呼这句口号，把林肯比作暴君。

## 历史
此句常被认为出自马尔库斯·尤利乌斯·布鲁图斯刺杀恺撒的时候说的，但普鲁塔克认为，布鲁图斯没有机会说出这句话，就算他说过也没人听见：
恺撒就这样死了，虽然布鲁图斯上前像是讲了一些话，元老们也没有听他讲，而是夺门而出，人们心中充满着疑惑与无助的恐惧……）
美国总统林肯废除奴隶制和南北战争期间，南部的许多人认为林肯违反了宪法和人民的意志，在南方州宣布独立后用战争强迫南部投降，是当代暴君。1865年4月14日，约翰·威尔克斯·布斯在其日记中写道，他枪击林肯后喊出了这句话。1995年4月19日俄克拉何马城爆炸案，蒂莫西·詹姆斯·麦克维被捕时身穿印有林肯和这句话的T恤。

## 格言

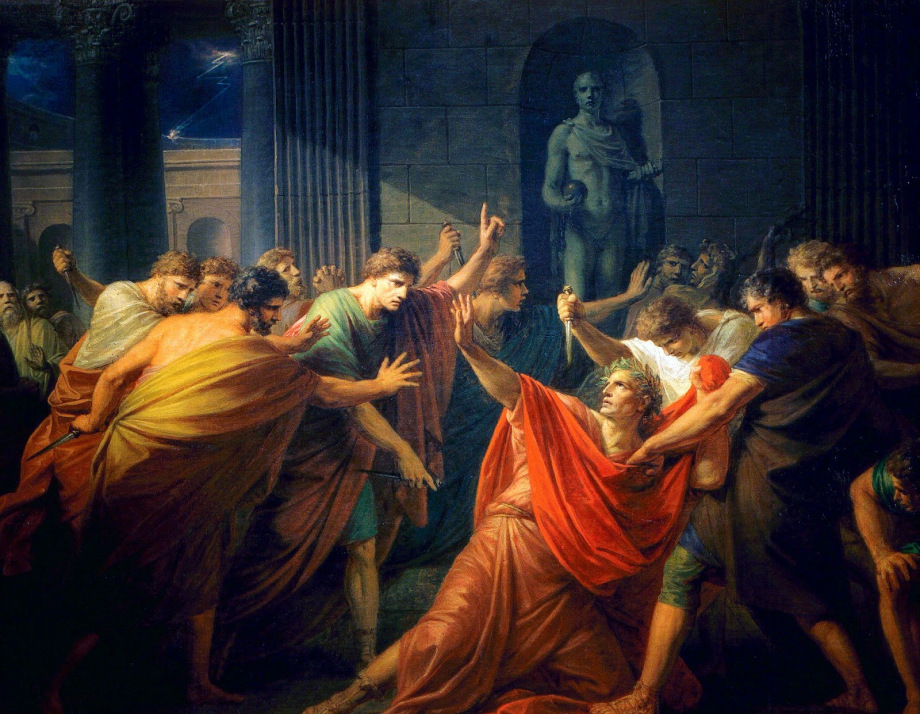
《凱撒之死》，海因里希·富格爾繪

此句由乔治·梅森在1776年建议加入弗吉尼亚公约，作为联邦徽章的一部分。弗吉尼亚州徽上，美德的化身手持长矛，脚踏暴君，王冠掉落一旁。此徽由曼森策划，乔治·威思设计，此人曾参与签署独立宣言，并教授过托马斯·杰斐逊法学。至少在美国内战之前，弗吉尼亚流行一个笑话，说的是州徽上的“Sic semper tyrannis”的意思是“别把脚放在我的脖子上。”（Get your foot off my neck.）